# Bakarat

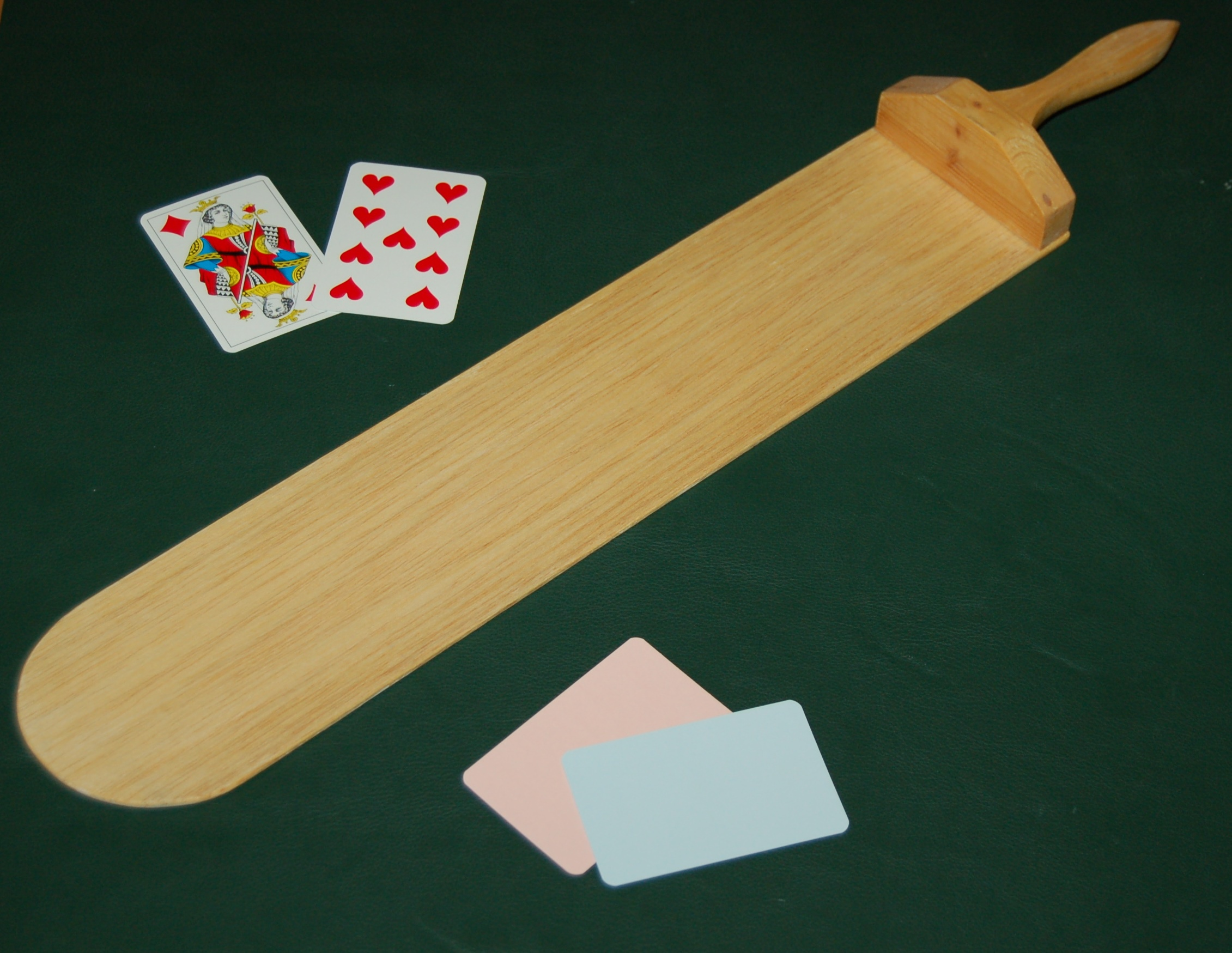

Bakarat – karciana gra hazardowa szeroko rozpowszechniona w kasynach, rozgrywana między bankierem (stałym lub zmiennym – którego wybiera się spośród graczy) i kolejno z każdym z graczy. O wyniku rozgrywki decyduje liczba zdobytych punktów w 2 lub 3 kartach, zliczanych według precyzyjnie określonych reguł. Jedną z odmian tej gry jest chemin de fer.

## Zasady gry bakarat
Baccarat, czy inaczej punto banco, to gra losowa, w której obstawia się wynik rozgrywki.

### Szybka rozgrywka
Bakarat to prosta gra i nauka jej zasad nie zajmuje dużo czasu. Jest to typowy, szybki hazard. Pojedyncza gra nigdy nie trwa dłużej niż pół minuty.

### Cel gry bakarat
Celem gry jest przewidzenie, który z dwóch układów kart najbardziej zbliży się swoją wartością do liczby dziewięć.

### Zliczanie punktów
Karty 2-9 mają wartość równą wartości karty, 10 i figury są warte 0, As: 1 punkt. Gracze obliczają punkty przez dodanie wartości na obu kartach (ewentualnie mogą poprosić o dodatkową) i operację modulo 10 (ważna jest cyfra jedności i to ona decyduje o wygranej). Wygrywa osoba z większą liczbą punktów. 9 jest wynikiem najwyższym. W przypadku remisu żaden zawodnik nie wygrywa, chyba że jeden z nich uzyskał tę samą sumę w sposób naturalny, a drugi dzięki dobraniu trzeciej karty. W tym przypadku wyższy jest układ naturalny.

### Punktacja
Karty mają następujące wartości:
| Karta             | Wartość                           |
| ----------------- | --------------------------------- |
| Król, dama, walet | 0                                 |
| 10                | 0                                 |
| 2 do 9            | Wartość zgodna z liczbą na karcie |
| As                | 1                                 |

Łączna wartość układu kart zawsze wynosi tyle samo, ile ostatnia cyfra sumy wartości kart.
Przykład:
- 2 i 3 są warte 5 (2 + 3 = 5).
- 6 i 7 są warte 3 (6 + 7 = 13 ⇒ 3)
- 5, 8 i As są warte 4 (5 + 8 + 1 = 14 ⇒ 4)
- 4 i 6 są warte 0 (inaczej Bakarat bo 4 + 6 = 10 ⇒ 0)

Największa wartość do uzyskania to 9 (np 4 i 5, As i 8 itd.)

### Przebieg gry
Po złożeniu zakładu, krupier rozdaje graczowi i sobie po dwie karty:
- Gracz lub krupier uzyskał wartość kart w wysokości 8 lub 9: w takim wypadku gra się kończy i wygrywa ten, kto był najbliżej dziewiątki.
- Ani gracz, ani krupier nie mają ręki dającej 8 lub 9: w takim wypadku można dobierać dodatkową kartę.

### Dodatkowa karta dla gracza
To gracz decyduje, czy chce dobrać dodatkową kartę, czy też nie. Zaleca się zawsze dobierać, gdy wartość ręki gracza jest równa lub niższa od 5.

### Dodatkowa karta dla krupiera
Jeśli gracz zdecyduje się dobrać trzecią kartę, krupier również może to zrobić. Krupier dobiera trzecią kartę w oparciu o wartość własnej ręki i wartość trzeciej karty gracza.

### Wypłaty
W bakaracie są trzy różne możliwości obstawiania:
- Wygrana gracza (punto);
- Wygrana krupiera (banco);
- Remis (tie).

Możliwe są następujące opcje wypłaty:
| Zakład           | Wypłata                    |
| ---------------- | -------------------------- |
| Wygrana gracza   | 2-do-1                     |
| Wygrana krupiera | 2-do-1 (minus 5% prowizji) |
| Remis            | 9-do-1                     |

## Szanse i strategia
Punto banco ma zarówno jedną z najniższych przewag kasyna wśród kasynowych gier stołowych, jak i jedną z najwyższych. Zakłady gracza mają atrakcyjnie niską przewagę kasyna wynoszącą 1,24%, podczas gdy zakłady bankiera są jeszcze niższe i wynoszą 1,06%. Obie gry są tylko nieznacznie lepszymi zakładami gracza niż kursy w ruletce z jednym zerem i są porównywalne do gry w blackjacka bez strategii.
W przeciwieństwie do tego, zakład na remis, który ma współczynnik wygranych 8 do 1, ma wysoką przewagę kasyna wynoszącą 14,4%. Większość kasyn w Wielkiej Brytanii wypłaca remisy w stosunku 9 do 1, co skutkuje łagodniejszą przewagą kasyna wynoszącą około 4,85%.
Chociaż liczenie kart stosowane w grach takich jak blackjack zapewnia stosunkowo niewielką przewagę, w połączeniu z techniką znaną jako sortowanie krawędzi, gracze w bakarata mogą uzyskać znaczną przewagę nad kasynami. Technika ta zyskała uwagę w 2012 roku, gdy brytyjskie kasyno odmówiło wypłaty profesjonalnemu graczowi Philowi Ivey około 11 milionów dolarów, ponieważ używał on sortowania krawędzi, aby uzyskać nieuczciwą przewagę.